# Pen (Maharashtra)
Pen es una ciudad y  municipio situada en el distrito de Raigad en el estado de Maharashtra (India). Su población es de 37852 habitantes (2011). Se encuentra a 44 km de Bombay y a 93km de Pune.

## Demografía
Según el censo de 2011 la población de Pen era de 37852 habitantes, de los cuales 19257 eran hombres y 18585 eran mujeres. Pentiene una tasa media de alfabetización del 91,40%, superior a la media estatal del 82,34%: la alfabetización masculina es del 93,91%, y la alfabetización femenina del 88,82%.